# 安德烈·奥弗雷
安德烈·奥弗雷（法語：André Auffray，1884年9月2日—1953年11月3日），法国男子自行车运动员。他曾代表法国参加1908年夏季奥林匹克运动会自行车比赛，获得一枚金牌和一枚铜牌。